# Dobiesław Doborzyński
Dobiesław Witold Doborzyński (ur. 29 sierpnia 1904 w Niwce, zm. 27 maja 1942 w KL Auschwitz) – polski fizyk.

## Życiorys
Uczęszczał 1914–1916 do Progimnazjum w Niwce, następnie do Państwowego Gimnazjum im. S. Staszica w Sosnowcu, które ukończył w roku 1922. W tym samym roku rozpoczął studia fizyki na Uniwersytecie Jagiellońskim.
Po absolutorium został zatrudniony od 1 października 1926 jako młodszy asystent kontraktowy w Zakładzie Fizyki UJ, gdzie pod kierunkiem prof. Konstantego Zakrzewskiego uzyskał 1 lipca 1930 doktorat za pracę „Stała dielektryczna ciekłego bromu”.
W latach 1931–1933 pracował jako stypendysta w Laboratorium Niskich Temperatur Heike Kamerlingh-Onnesa na Uniwersytecie w Lejdzie.
Po powrocie do Polski zajmował się m.in. badaniami podziemnego odbioru radiowego w jaskiniach Ojcowa i kopalniach.
28 czerwca 1938 uzyskał habilitację. Jako podporucznik rezerwy brał udział w walkach z Niemcami w 1939, dostał się do niewoli, z której zbiegł. 6 listopada 1939 został uwięziony w ramach Sonderaktion Krakau i przewieziony do obozu w Sachsenhausen, potem do Dachau, skąd został zwolniony w kwietniu 1940. W kwietniu 1942 został aresztowany i wywieziony do niemieckiego obozu koncentracyjnego Auschwitz, prawdopodobnie jako ukrywający się oficer WP i 27 maja rozstrzelany. 